# Карьер Известняк
Карье́р Известня́к (Карьер Известняка, Карьер-Известняк) — посёлок в Пермском крае России. Входит в Александровский муниципальный округ.

## География
Посёлок Карьер Известняк расположен примерно на середине пути между районным центром — городом Александровском и центром городского поселения — посёлком Всеволодо-Вильва.

## Население
| 2010 | 2021  |
| ---- | ----- |
| 1752 | ↘1233 |

## История
С 2004 до 2019 гг. входил в Всеволодо-Вильвенское городское поселение Александровского муниципального района.

## Инфраструктура
- Средняя общеобразовательная школа № 7
- Детский сад № 21[7]
- Дом культуры «Горняк»

## Транспорт
Через посёлок Карьер Известняк проходит участок Няр — Соликамск Свердловской железной дороги, на котором здесь расположен остановочный пункт Карьер Известняк (до января 2022 года — 148 км). Регулярное пассажирское сообщение осуществляется по направлениям Соликамск — Няр — Половинка-Чусовская — Чусовская и Соликамск — Няр — Углеуральская — Лёвшино. К остановочному пункту примыкает подъездной путь к Шавринскому участку Всеволодо-Вильвенского месторождения известняков.